# Hat Trick
Hat Trick es el tercer álbum de estudio del trío de folk rock estadounidense America. Fue publicado el 19 de octubre de 1973 a través de Warner Bros. Records. El álbum incluye una versión de «Muskrat Love», que Captain & Tennille versionaría un par de años después, en 1976.

## Título
El término “hat trick” se utiliza principalmente en relación con las excentricidades del hockey o el fútbol y los diálogos deportivos. Significaba tres “emprendimientos” exitosos seguidos. Un trío de récords que encabezan las listas, en teoría. Su significado tendría un manto más irónico sobre la carrera de America, una vez que se lanzara el tercer álbum. No logró hacerse eco de sus dos predecesores y no logró alcanzar el estatus de platino. Hat Trick estaba destinado a ser el triplete de America. Pero no fue así.

## Grabación y producción

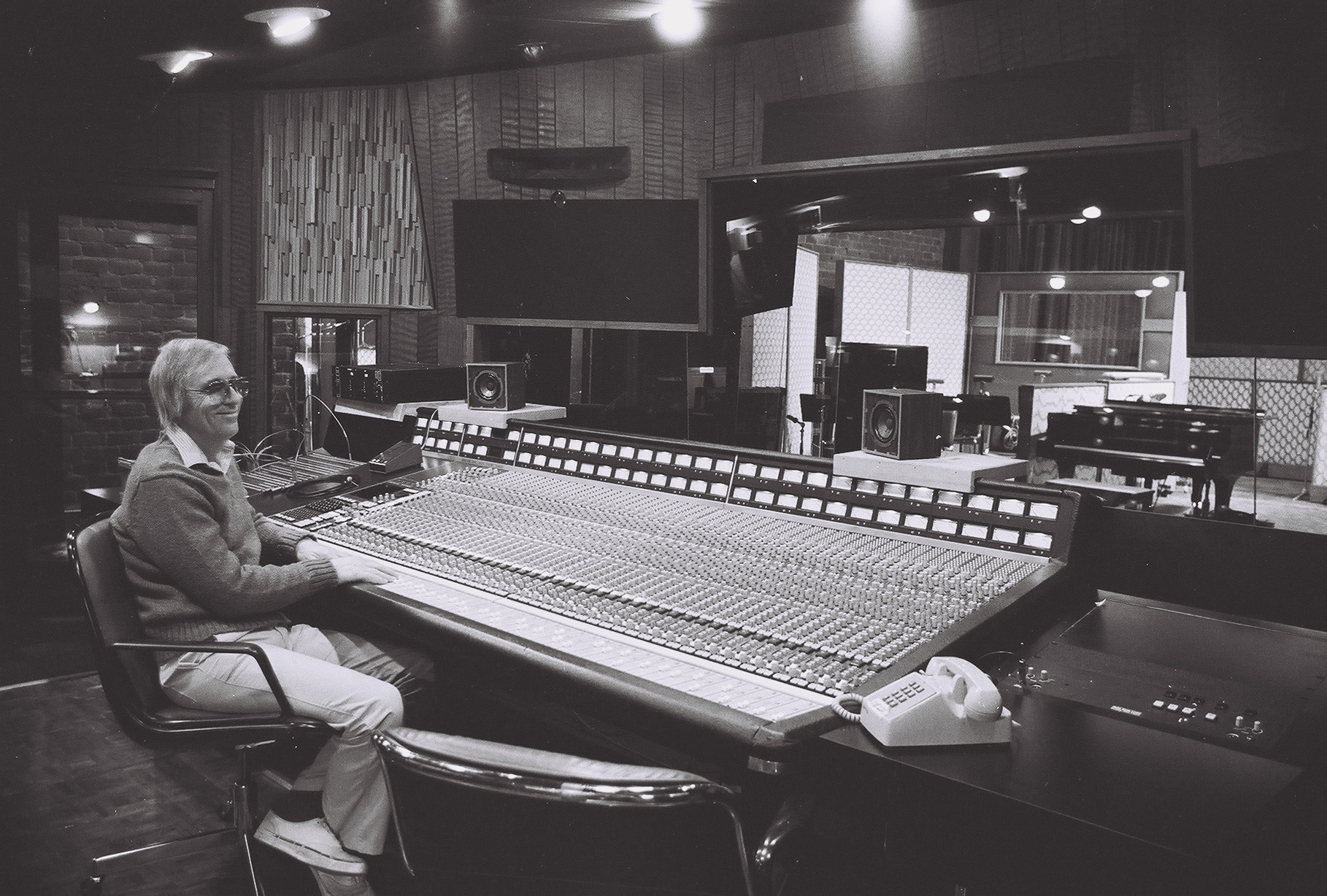
Al igual que el álbum anterior, la grabación de Hat Trick se llevó a cabo en The Record Plant, en Los Ángeles, California.

Hat Trick fue producido por Gerry Beckley, Dewey Bunnell, y Dan Peek. Las sesiones de grabación del álbum tuvieron lugar desde el 29 de mayo hasta el 12 de julio de 1973; Michael Stone se desempeñó como ingeniero de audio y fue asistido por Lee Keifer.
America empleó arreglos de cuerdas por primera vez en un álbum, con la ayuda de Jim Ed Norman. En el libro America, the Band: An Authorized Biography de Jude Warne, Beckley recordó:

“Hat Trick no fue tanto un álbum conceptual sino una evolución. Lo obvio que iba a pasar con ese álbum era que estábamos bastante seguros de que íbamos a expandirnos a algunas cuerdas, tal vez incluso a los vientos. Una de las cosas que ya comenzaron muy silenciosamente en Homecoming fue que hicimos ese álbum en Record Plant en el Estudio A. Y en el Estudio B estaban estos dos productores increíbles e icónicos, Bob Markovitz y Malcolm Cecil, y estaban produciendo a Stevie Wonder. Entonces, al mismo tiempo que estábamos haciendo Homecoming y Hat Trick, esos muchachos estaban haciendo Innervisions y Fulfillingness' First Finale. Y podíamos entrar todo el tiempo y ver a estos chicos—y todo estaba basado en sintetizadores. Entonces venían a nuestro estudio y trabajaban con nuestro sintetizador para mostrarnos cómo programarlo. Por Hat Trick, siendo tan fanáticos de los Beatles y Beach Boys de todos modos y de estos otros elementos, ahora había tiempo para agregar. Este sería nuestro elemento creciente que nos hizo avanzar”.

## Recepción de la crítica
Un escritor no especificado de la revista Billboard escribió: “LP habitual del trío vocal-instrumental de canto suave que presenta las armonías con las que se han identificado y que se pueden escuchar mejor en «Muskrat Love» y el ambicioso «Hal Trick» de ocho minutos. America ha sido criticado por sonar como otros y carecer de entusiasmo, pero son un grupo fuerte y deberían sostenerse con este LP”. Un escritor no especificado de la revista Cash Box escribió: “Entretejiendo varias texturas y estados de ánimo musicales, la banda está en su mejor momento, ya sea interpretando [canciones] roqueras sólidas y dinámicss como «Wind Wave», «Rainbow Song» y «Green Monkey» o las baladas bellamente melódicas «Goodbye», «Submarine Ladies» o «Willow Tree Lullaby». Los principales activos del grupo son armonías inmaculadas y dinámicas sofisticadas, las cuales se evidencian plenamente en la compleja, mini-épica, canción que da nombre al álbum, cuyo arreglo merece crédito por su definición”.

## Lista de canciones
| Lado uno |                                            |          |  |
| N.º      | Título                                     | Duración |  |
| 1.       | «Muskrat Love» (Willis Alan Ramsey)        | 3:02     |  |
| 2.       | «Wind Wave» (Dewey Bunnell)                | 3:04     |  |
| 3.       | «She's Gonna Let You Down» (Gerry Beckley) | 3:40     |  |
| 4.       | «Rainbow Song» (Bunnell)                   | 4:00     |  |
| 5.       | «Submarine Ladies» (Beckley)               | 3:12     |  |
| 6.       | «It's Life» (Dan Peek)                     | 3:59     |  |

| Lado dos |                                      |          |  |
| N.º      | Título                               | Duración |  |
| 1.       | «Hat Trick» (Beckley, Bunnell, Peek) | 8:29     |  |
| 2.       | «Molten Love» (Bunnell)              | 3:08     |  |
| 3.       | «Green Monkey» (Bunnell)             | 3:35     |  |
| 4.       | «Willow Tree Lullaby» (Peek)         | 2:30     |  |
| 5.       | «Goodbye» (Beckley)                  | 3:00     |  |

## Posicionamiento
| Gráfica (1973–74)                         | Pico de posición |
| ----------------------------------------- | ---------------- |
| Australia (Kent Music Report)             | 24               |
| Canadá (RPM Top Albums)                   | 44               |
| España (AFYVE)                            | 24               |
| Estados Unidos (Billboard Top LPs & Tape) | 28               |
| Estados Unidos (Cash Box Top 100 Albums)  | 25               |
| Estados Unidos (Record World Album Chart) | 32               |
| Reino Unido (UK Albums Chart)             | 41               |

## Certificaciones y ventas
| País              | Certificación | Ventas |
| ----------------- | ------------- | ------ |
| Reino Unido (BPI) | Plata         | 60 000 |